# Nikolai Melnik
Nikolai Melnik (Mykola Mykolayovych Melnyk, în ucraineană Микола Миколайович Мельник ; n. 17 decembrie 1953, Stavîșce, RSS Ucraineană, URSS – d. 26 iulie 2013, Alicante, Spania) a fost un pilot ucrainean, lichidator al efectelor accidentului nuclear de la Cernobîl. A efectuat zboruri cu risc ridicat în apropierea centralei nucleare de la Cernobîl imediat după explozia din 1986 a reactorului 4.  
Pentru această activitate a primit titlul de Erou al Uniunii Sovietice  și premiul „Igor I. Sikorsky” pentru serviciul umanitar. 